# Kramergewicht
Das Kramergewicht oder Krämergewicht war ein Gewicht, nach dem die Kleinhändler, sogenannte Krämer, ihre Waren wogen und verkauften.
Allgemein war es schwerer als das Apothekergewicht, aber die Handelsgewichte für Waren im Großhandel waren üblicherweise schwerer. In verschiedenen Regionen war das Kramergewicht vom Stadt- oder Waagegewicht zu unterscheiden. Rostock ist dafür ein Beispiel. Hier wurde auch ein Unterschied zwischen feinen und groben Waren gemacht.
Das Pfund Kramergewicht wog man in Rostock mit 484,028 Gramm bis 483,98 Gramm, in Münster mit 466 Gramm (im Gegensatz zum Pfund Waage bei Fleisch, Fisch, Brot, Käse und Butter mit 485 Gramm). Allgemein war das Maß Kramergewicht etwa 5 Prozent leichter als das Stadtgewicht. Die Werte für das Stadtgewicht waren 508,229 Gramm bis 508,178 Gramm. Das Kramergewicht war in den Hansestädten Rostock und Hamburg gleich.